# ASE (формат файлу 3D графіки)
ASE (англ. ASCII Scene Export) — текстовий формат файлів обміну полігональними сітками між різними редакторами комп'ютерної 3D графіки.
Це текстовий формат і його можна читати та редагувати з допомогою текстового редактора.

## Історія
Створений для 3ds Max, але згодом був імплементований у ActorX, Maya та іншому програмному забезпеченні. Незважаючи на те що 3ds Max мав вбудовану можливість експортувати в ASE, імпортувати ці файли сам він не міг, тому користувачами було створено сторонні доповнення для імпорту.
Вільний 3D редактор Blender не містить вбудованої підтримки ASE, але є підтримка за допомогою сторонніх доповнень створених користувачами.

## Застосування
ASE застосувується для створення ландшафтних карт та елементів інтер'єру у грі Doom 3 та іграх побудованих на його рушії, в іграх побудованих на рушії Unreal Engine 1 і 2, в українській САПР Астра Конструктор Меблів для імпорту 3D моделей інтер'єрних елементів та меблів.

#### Доповнення для підтримки формату ASE
- для Blender 2.4x[9][a]: імпорт (без матеріалів), імпорт (з матеріалами) та експорт
- для Blender 2.53: імпорт та експорт
- для Blender 2.5x/2.6x: експорт
- для Blender 2.7x/2.8x: експорт
- для Blender 2.9x/3.x/4.x: експорт

## Нотатки
1. ↑  У Blender 2.4x є обмеження на кількість символів у назві матеріалів (21 символ), а в назвах матеріалів для ASE міститься шлях до файлу матеріалу який буває довшим за 21 символ — у такому випадку рекомендується перейменовувати матеріали в ASE файлах з допомогою текстових редакторів до імпорту та після експорту з Blender.